# Чемпіонат світу з легкої атлетики в приміщенні 2006
Чемпіонат світу з легкої атлетики в приміщенні 2006 відбувся 10-12 березня в Москві в спортивному комплексі «Олімпійський».

## Призери

### Чоловіки
| Дисципліни            | Золото | Золото  | Срібло | Срібло  | Бронза                                                                                         | Бронза  |
| --------------------- | --- | ------- | --- | ------- | ---------------------------------------------------------------------------------------------- | ------- |
| 60 метрів             | Леонард Скотт США                                                                                         | 6,50    | Андрій Єпішин Росія                                                                                                  | 6,52    | Терренс Треммелл США                                                                           | 6,54    |
| 400 метрів            | Аллейн Франсік Гренада                                                                                    | 45,54   | Каліфорніа Молефе Ботсвана                                                                                           | 45,75   | Кріс Браун Багамські Острови                                                                   | 45,78   |
| 800 метрів            | Вілфред Бунґеї Кенія                                                                                      | 1.47,15 | Мбулані Мулаудзі ПАР                                                                                                 | 1.47,16 | Юрій Борзаковський Росія                                                                       | 1.47,38 |
| 1500 метрів           | Іван Гешко Україна                                                                                        | 3.42,08 | Данієль Кіпчирчир Комен Кенія                                                                                        | 3.42,55 | Елкана Ангвеньї Кенія                                                                          | 3.42,98 |
| 3000 метрів           | Кененіса Бекеле Ефіопія                                                                                   | 7.39,32 | Саїф Саїд Шахін Катар                                                                                                | 7.41,28 | Еліуд Кіпчоґе Кенія                                                                            | 7.42,58 |
| 60 метрів з бар'єрами | Терренс Треммелл США                                                                                      | 7,43    | Дайрон Роблес Куба                                                                                                   | 7,46    | Домінік Арнольд США                                                                            | 7,52    |
| 4×400 метрів          | СШАТайрі Вашингтон Лашон Меррітт Мілтон Кемпбелл Воллес Спірмон Джеймс Девіс (забіг) Оджей Хоганс (забіг) | 3.03,24 | ПольщаДаніел Домбровський Марцин Марцинішин Рафал Верушевський Пйотр Клімчак Павел Птак (забіг) Пйотр Кендзя (забіг) | 3.04,67 | РосіяКостянтин Свечкар Олександр Деревягін Євген Лебедєв Дмитро Петров Андрій Полукеєв (забіг) | 3.06,23 |
| Стрибки у висоту      | Ярослав Рибаков Росія                                                                                     | 2,37    | Андрій Терьошин Росія                                                                                                | 2,35    | Лінус Тернблад Швеція                                                                          | 2,33    |
| Стрибки з жердиною    | Бред Вокер США                                                                                            | 5,80    | Алхаджі Дженг Швеція                                                                                                 | 5,70    | Тім Лобінгер Німеччина                                                                         | 5,60    |
| Стрибки в довжину     | Ігнісіус Гайса Гана                                                                                       | 8,30    | Ірвінг Саладіно Панама                                                                                               | 8,29    | Ендрю Гоу Італія                                                                               | 8,19    |
| Потрійний стрибок     | Волтер Девіс США                                                                                          | 17,73   | Жадел Грегоріу Бразилія                                                                                              | 17,56   | Йоандрі Бетанзос Куба                                                                          | 17,42   |
| Штовхання ядра        | Різ Гоффа США                                                                                             | 22,11   | Йоахім Ольсен Данія                                                                                                  | 21,16   | Павло Соф'їн Росія                                                                             | 20,68   |
| Семиборство           | Андре Ніклаус Німеччина                                                                                   | 6192    | Браян Клей США | 6187    | Роман Шебрле Чехія                                                                             | 6161    |

### Жінки
| Дисципліни            | Золото | Золото  | Срібло                                                                     | Срібло  | Бронза                                                          | Бронза  |
| --------------------- | --- | ------- | -------------------------------------------------------------------------- | ------- | --------------------------------------------------------------- | ------- |
| 60 метрів             | Меліса Барбер США                                                                                                 | 7,01    | Лорін Вільямс США                                                          | 7,01    | Кім Геварт Бельгія                                              | 7,11    |
| 400 метрів            | Олеся Красномовець Росія                                                                                          | 50,04   | Ваня Стамболова Болгарія                                                   | 50,21   | Крістін Амертіл Багамські Острови                               | 50,34   |
| 800 метрів            | Марія Мутола Мозамбік                                                                                             | 1.58,90 | Кенія Сінклер Ямайка                                                       | 1.59,54 | Гасна Бенгассі Марокко                                          | 2.00,34 |
| 1500 метрів           | Юлія Чиженко Росія                                                                                                | 4.04,70 | Олена Соболева Росія                                                       | 4.05,21 | Мар'ям Юсуф Джамал Бахрейн                                      | 4.05,53 |
| 3000 метрів           | Месерет Дефар Ефіопія                                                                                             | 8.38,80 | Лілія Шобухова Росія                                                       | 8.42,18 | Лідія Хоєцька Польща                                            | 8.42,59 |
| 60 метрів з бар'єрами | Дервал О'Рурк Ірландія                                                                                            | 7,84    | Глорі Алозі Іспанія                                                        | 7,86    | Сюзанна Каллур Швеція                                           | 7,87    |
| 4×400 метрів          | РосіяТетяна Левіна Наталія Назарова Олеся Красномовець Наталія Антюх Юлія Гущина (забіг) Тетяна Вешкурова (забіг) | 3.24,91 | СШАДеббі Данн Тіффані Вільямс Моніка Гаргров Мері Даннер Кія Девіс (забіг) | 3.28,63 | БілорусьНаталія Сологуб Анна Козак Юліана Жолнерук Ілона Усович | 3.28,65 |
| Стрибки у висоту      | Олена Слесаренко Росія                                                                                            | 2,02    | Бланка Влашич Хорватія                                                     | 2,00    | Рут Бейтья Іспанія                                              | 1,98    |
| Стрибки з жердиною    | Олена Ісинбаєва Росія                                                                                             | 4,80    | Анна Роґовська Польща                                                      | 4,75    | Світлана Феофанова Росія                                        | 4,70    |
| Стрибки в довжину     | Тіанна Медісон США                                                                                                | 6,80    | Найде Гомеш Португалія                                                     | 6,76    | Консепсьйон Монтанер Іспанія                                    | 6,76    |
| Потрійний стрибок     | Тетяна Лебедєва Росія                                                                                             | 14,95   | Ганна Пятих Росія                                                          | 14,93   | Яміле Алдама Судан                                              | 14,86   |
| Штовхання ядра        | Наталія Хороненко Білорусь                                                                                        | 19,84   | Надін Кляйнерт Німеччина                                                   | 19,64   | Ольга Рябінкіна Росія                                           | 19,24   |
| П'ятиборство          | Людмила Блонська Україна                                                                                          | 4685    | Карін Рукштуль Нідерланди                                                  | 4607    | Ольга Левенкова Росія                                           | 4579    |

## Медальний залік
| Місце               | Країна              | Золото | Срібло | Бронза | Загалом |
| ------------------- | ------------------- | ------ | ------ | ------ | ------- |
| 1                   | США                 | 8      | 3      | 2      | 13      |
| 2                   | Росія               | 7      | 5      | 6      | 18      |
| 3                   | Ефіопія             | 2      | 0      | 0      | 2       |
| 3                   | Україна             | 2      | 0      | 0      | 2       |
| 5                   | Кенія               | 1      | 1      | 2      | 4       |
| 6                   | Німеччина           | 1      | 1      | 1      | 3       |
| 7                   | Білорусь            | 1      | 0      | 1      | 2       |
| 8                   | Гренада             | 1      | 0      | 0      | 1       |
| 8                   | Ірландія            | 1      | 0      | 0      | 1       |
| 8                   | Гана                | 1      | 0      | 0      | 1       |
| 8                   | Мозамбік            | 1      | 0      | 0      | 1       |
| 12                  | Польща              | 0      | 2      | 1      | 3       |
| 13                  | Іспанія             | 0      | 1      | 2      | 3       |
| 13                  | Швеція              | 0      | 1      | 2      | 3       |
| 15                  | Куба                | 0      | 1      | 1      | 2       |
| 16                  | Болгарія            | 0      | 1      | 0      | 1       |
| 16                  | Ботсвана            | 0      | 1      | 0      | 1       |
| 16                  | Бразилія            | 0      | 1      | 0      | 1       |
| 16                  | Данія               | 0      | 1      | 0      | 1       |
| 16                  | Катар               | 0      | 1      | 0      | 1       |
| 16                  | Нідерланди          | 0      | 1      | 0      | 1       |
| 16                  | ПАР                 | 0      | 1      | 0      | 1       |
| 16                  | Панама              | 0      | 1      | 0      | 1       |
| 16                  | Португалія          | 0      | 1      | 0      | 1       |
| 16                  | Хорватія            | 0      | 1      | 0      | 1       |
| 16                  | Ямайка              | 0      | 1      | 0      | 1       |
| 27                  | Багамські Острови   | 0      | 0      | 2      | 2       |
| 28                  | Італія              | 0      | 0      | 1      | 1       |
| 28                  | Бахрейн             | 0      | 0      | 1      | 1       |
| 28                  | Бельгія             | 0      | 0      | 1      | 1       |
| 28                  | Марокко             | 0      | 0      | 1      | 1       |
| 28                  | Судан               | 0      | 0      | 1      | 1       |
| 28                  | Чехія               | 0      | 0      | 1      | 1       |
| Загалом (33 збірні) | Загалом (33 збірні) | 26     | 26     | 26     | 78      |